# Chloris cubensis
Chloris cubensis är en gräsart som beskrevs av Charles Leo Hitchcock och Erik Leonard Ekman. Chloris cubensis ingår i släktet kvastgrässläktet, och familjen gräs. Inga underarter finns listade i Catalogue of Life.